# La Pommeraye (Calvados)
Pour les articles homonymes, voir La Pommeraye.
La Pommeraye est une commune française, située dans le département du Calvados en région Normandie, peuplée de 66 habitants.

## Géographie
Établie à une trentaine de kilomètres au sud de Caen, la commune de La Pommeraye est située à proximité de l'Orne.

### Hydrographie
La commune est située dans le bassin Seine-Normandie. Elle est drainée par le ruisseau d'Orival, le fossé 04 de la Sauvagère et le Val de Vienne,,.

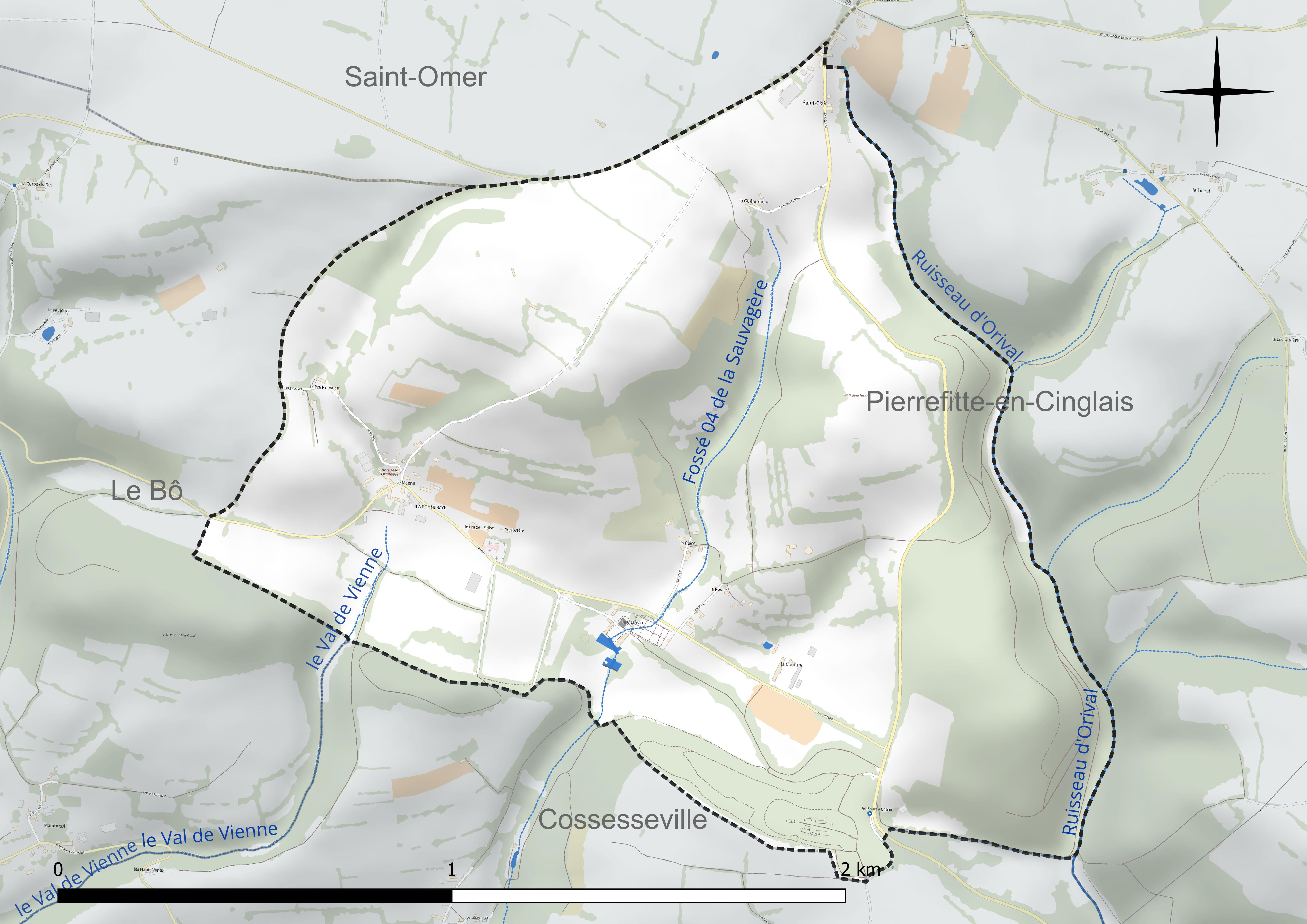
Réseau hydrographique de la La Pommeraye.

### Climat
Pour des articles plus généraux, voir Climat de la Normandie et Climat du Calvados.
En 2010, le climat de la commune est de type climat océanique franc, selon une étude du CNRS s'appuyant sur une série de données couvrant la période 1971-2000. En 2020, Météo-France publie une typologie des climats de la France métropolitaine dans laquelle la commune est exposée à un climat océanique et est dans la région climatique  Normandie (Cotentin, Orne), caractérisée par une pluviométrie relativement élevée (850 mm/a) et un été frais (15,5 °C) et venté. Parallèlement le GIEC normand, un groupe régional d'experts sur le climat, différencie quant à lui, dans une étude de 2020, trois grands types de climats pour la région Normandie, nuancés à une échelle plus fine par les facteurs géographiques locaux. La commune est, selon ce zonage, exposée à un « climat contrasté des collines », correspondant au Bocage normand, bien arrosé, voire très arrosé sur les reliefs les plus exposés au flux d'ouest, et frais en raison de l'altitude.
Pour la période 1971-2000, la température annuelle moyenne est de 10,3 °C, avec  une amplitude thermique annuelle de 13,3 °C. Le cumul annuel moyen de précipitations est de 893 mm, avec 13,4 jours de précipitations en janvier et 8,4 jours en juillet. Pour la période 1991-2020, la température moyenne annuelle observée sur la station météorologique la plus proche, située sur la commune de Pierrefitte-en-Cinglais à 3 km à vol d'oiseau, est de 11,2 °C et le cumul annuel moyen de précipitations est de 806,5 mm,. Pour l'avenir, les paramètres climatiques de la commune estimés pour 2050 selon différents scénarios d'émission de gaz à effet de serre sont consultables sur un site dédié publié par Météo-France en novembre 2022.

## Urbanisme

### Typologie
Au 1er janvier 2024, La Pommeraye est catégorisée commune rurale à habitat très dispersé, selon la nouvelle grille communale de densité à 7 niveaux définie par l'Insee en 2022.
Elle est située hors unité urbaine. Par ailleurs la commune fait partie de l'aire d'attraction de Caen, dont elle est une commune de la couronne,. Cette aire, qui regroupe 296 communes, est catégorisée dans les aires de 200 000 à moins de 700 000 habitants,.

### Occupation des sols
L'occupation des sols de la commune, telle qu'elle ressort de la base de données européenne d'occupation biophysique des sols Corine Land Cover (CLC), est marquée par l'importance des territoires agricoles (78,5 % en 2018), une proportion identique à celle de 1990 (78,5 %). La répartition détaillée en 2018 est la suivante : 
prairies (68 %), forêts (21,5 %), zones agricoles hétérogènes (10,5 %). L'évolution de l'occupation des sols de la commune et de ses infrastructures peut être observée sur les différentes représentations cartographiques du territoire : la carte de Cassini (XVIIIe siècle), la carte d'état-major (1820-1866) et les cartes ou photos aériennes de l'IGN pour la période actuelle (1950 à aujourd'hui).

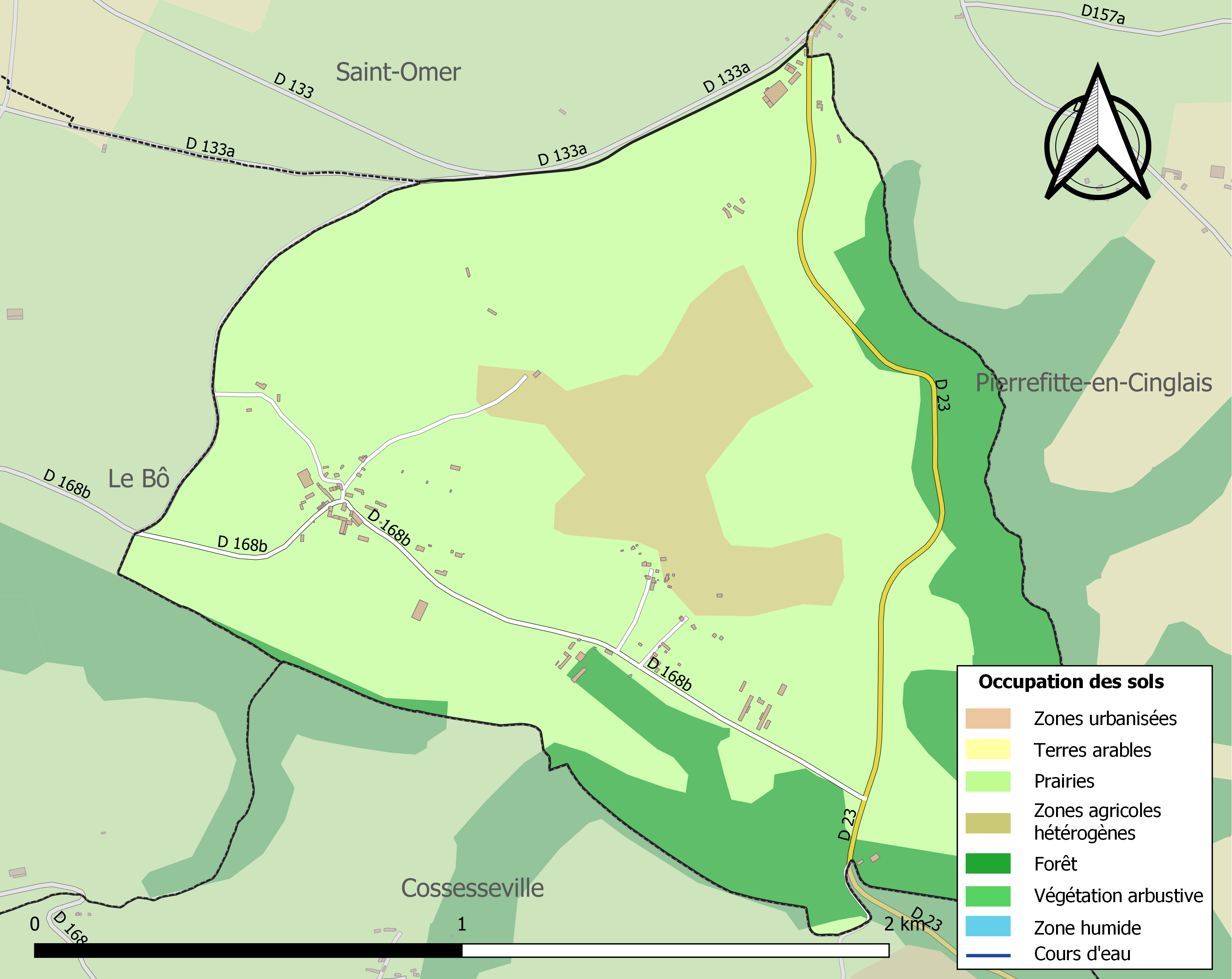
Carte des infrastructures et de l'occupation des sols de la commune en 2018 (CLC).

## Toponymie
Le nom de la localité est attesté sous la forme Pomeria en 1180.
Le toponyme est issu de l'oïl pomeroie (« pommeraie »), « verger, verger de pommiers ».

## Politique et administration
| Période                                  | Période      | Identité           | Étiquette | Qualité           |
| ---------------------------------------- | ------------ | ------------------ | --------- | ----------------- |
| 1977                                     | mars 2008    | Gérard Paris       | SE        | Agriculteur       |
| mars 2008                                | juillet 2020 | Jean-Luc Paris     | SE        | Éleveur de bovins |
| juillet 2020                             | En cours     | Clémentine Mouchel | SE        |                   |
| Les données manquantes sont à compléter. |              |                    |           |                   |

## Démographie
L'évolution du nombre d'habitants est connue à travers les recensements de la population effectués dans la commune depuis 1793. Pour les communes de moins de 10 000 habitants, une enquête de recensement portant sur toute la population est réalisée tous les cinq ans, les populations de référence des années intermédiaires étant quant à elles estimées par interpolation ou extrapolation. Pour la commune, le premier recensement exhaustif entrant dans le cadre du nouveau dispositif a été réalisé en 2006.
En 2022, la commune comptait 66 habitants, en évolution de +10 % par rapport à 2016 (Calvados : +1,58 %, France hors Mayotte : +2,11 %).
| 1793 | 1800 | 1806 | 1821 | 1831 | 1836 | 1841 | 1846 | 1851 |
| ---- | ---- | ---- | ---- | ---- | ---- | ---- | ---- | ---- |
| 208  | 184  | 202  | 175  | 153  | 149  | 140  | 136  | 150  |

| 1856 | 1861 | 1866 | 1872 | 1876 | 1881 | 1886 | 1891 | 1896 |
| ---- | ---- | ---- | ---- | ---- | ---- | ---- | ---- | ---- |
| 112  | 119  | 118  | 113  | 88   | 85   | 85   | 82   | 101  |

| 1901 | 1906 | 1911 | 1921 | 1926 | 1931 | 1936 | 1946 | 1954 |
| ---- | ---- | ---- | ---- | ---- | ---- | ---- | ---- | ---- |
| 100  | 91   | 91   | 102  | 93   | 87   | 114  | 99   | 92   |

| 1962 | 1968 | 1975 | 1982 | 1990 | 1999 | 2006 | 2011 | 2016 |
| ---- | ---- | ---- | ---- | ---- | ---- | ---- | ---- | ---- |
| 73   | 74   | 57   | 56   | 49   | 51   | 38   | 49   | 60   |

| 2021 | 2022 | - | - | - | - | - | - | - |
| ---- | ---- | - | - | - | - | - | - | - |
| 62   | 66   | - | - | - | - | - | - | - |

## Lieux et monuments
- Le château de la Pommeraye est un château datant des XIe et XIVe siècles.
- Le château Ganne (XIe et XIIe siècles) était un château fort. Il est actuellement en ruines et fait l'objet de fouilles archéologiques.
- L'église Notre-Dame des XVIIIe et XXe siècles. Le clocher date de 1737.

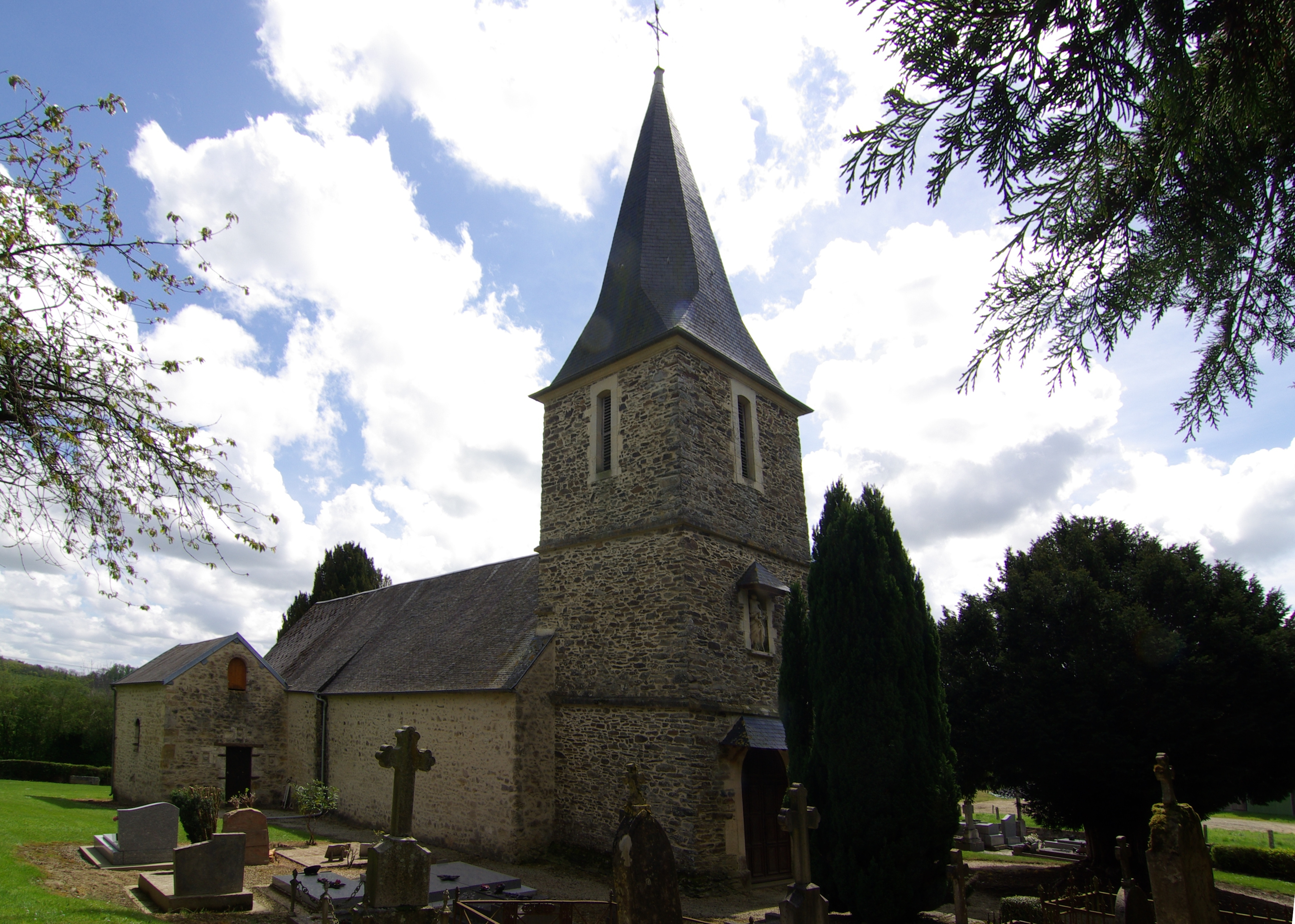
L'église.
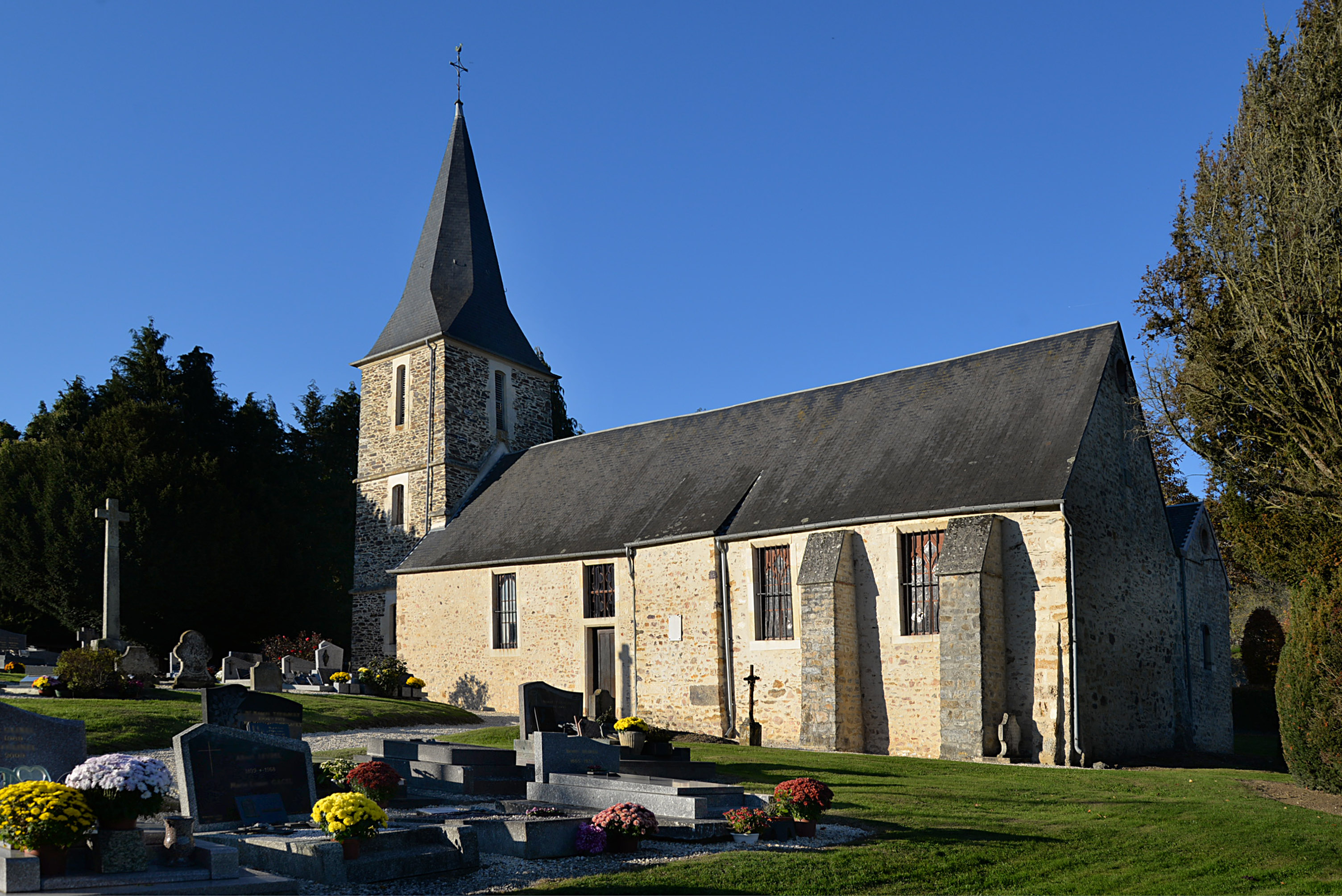
L'église Notre-Dame.